# Saut en hauteur féminin aux championnats du monde d'athlétisme 2011
Navigation
Berlin 2009 Moscou 2013
L'épreuve du saut en hauteur féminin des championnats du monde de 2011 se déroule les 1er et 3 septembre 2011 dans le stade de Daegu en Corée du Sud. Elle est remportée par la Russe Anna Chicherova (photographie ci-contre).

## Records et performances

### Records
Les records du saut en hauteur féminin (mondial, des championnats et par continent) étaient auparavant les suivants.
| Record                    | Athlète                               | Pays           | Résultat | Lieu                                   | Date                            |
| ------------------------- | ------------------------------------- | -------------- | -------- | -------------------------------------- | ------------------------------- |
| Record du monde           | Stefka Kostadinova                    | Bulgarie       | 2,09 m   | Rome, Italie                           | 30 août 1987                    |
| Record des championnats   | Stefka Kostadinova                    | Bulgarie       | 2,09 m   | Rome, Italie                           | 30 août 1987                    |
| Record d'Afrique          | Hestrie Cloete                        | Afrique du Sud | 2,06 m   | Paris, France                          | 31 août 2003                    |
| Record d'Asie             | Marina Aitova                         | Kazakhstan     | 1,99 m   | Athènes, Grèce                         | 13 juillet 2009                 |
| Record d'Amérique du Nord | Chaunte Lowe                          | États-Unis     | 2,05 m   | Des Moines                             | 26 juin 2010                    |
| Record d'Amérique du Sud  | Solange Witteveen                     | Argentine      | 1,96 m   | Oristano, Italie                       | 8 septembre 1997                |
| Record d'Europe           | Stefka Kostadinova                    | Bulgarie       | 2,09 m   | Rome, Italie                           | 30 août 1987                    |
| Record d'Océanie          | Vanessa Browne-Ward Alison Inverarity | Australie      | 1,98 m   | Perth, Australie Ingolstadt, Allemagne | 12 février 1989 17 juillet 1994 |

### Meilleures performances de l'année 2011
Les dix athlètes les plus performants de l'année sont, avant ces championnats (au 14 août 2011), les suivants.
|    | Athlète                 | Pays     | Résultat | Date            |
| -- | ----------------------- | -------- | -------- | --------------- |
| 1  | Anna Chicherova         | Russie   | 2,07 m   | 22 juillet 2011 |
| 2  | Blanka Vlašić           | Croatie  | 2,00 m   | 24 juin 2011    |
| 3  | Antonietta Di Martino   | Italie   | 2,00 m   | 7 août 2011     |
| 4  | Svetlana Shkolina       | Russie   | 1,99 m   | 16 juillet 2011 |
| 5  | Venelina Veneva-Mateeva | Bulgarie | 1,98 m   | 24 juin 2011    |
| 6  | Esthera Petre           | Roumanie | 1,98 m   | 16 juillet 2011 |
| 7  | Elena Slesarenko        | Russie   | 1,97 m   | 22 juillet 2011 |
| 8  | Anna Iljuštšenko        | Estonie  | 1,96 m   | 9 août 2011     |
| 9  | Vita Styopina           | Ukraine  | 1,95 m   | 30 mai 2011     |
| 10 | Melanie Melfort         | France   | 1,95 m   | 5 juin 2011     |

## Engagées
Pour se qualifier, il faut avoir réalisé au moins 1,95 (minimum A) ou 1,92 m (minimum B) du 1er janvier 2010 au 15 août 2011.

## Médaillées
| Or              | Argent        | Bronze                |
| Anna Chicherova | Blanka Vlašić | Antonietta Di Martino |

## Résultats

### Finale
| Rang               | Athlète               | Pays        | Essais | Essais | Essais | Essais | Essais | Essais | Marque | Notes |
| Rang               | Athlète               | Pays        | 1,89 m | 1,93 m | 1,97 m | 2,00 m | 2,03 m | 2,05 m | Marque | Notes |
| ------------------ | --------------------- | ----------- | ------ | ------ | ------ | ------ | ------ | ------ | ------ | ----- |
| Médaille d'or      | Anna Chicherova       | Russie      | o      | o      | o      | o      | o      | xxx    | 2,03 m |       |
| Médaille d'argent  | Blanka Vlašić         | Croatie     | o      | o      | o      | xo     | xo     | xxx    | 2,03 m | SB    |
| Médaille de bronze | Antonietta Di Martino | Italie      | o      | o      | o      | xxo    | xxx    |        | 2,00 m | =SB   |
| 4                  | Svetlana Shkolina     | Russie      | o      | o      | xxo    | xxx    |        |        | 1,97 m |       |
| 5                  | Zheng Xingjuan        | Chine       | xo     | o      | xxx    |        |        |        | 1,93 m |       |
| 5                  | Deirdre Ryan          | Irlande     | xo     | o      | xxx    |        |        |        | 1,93 m |       |
| 7                  | Svetlana Radzivil     | Ouzbékistan | xo     | xo     | xxx    |        |        |        | 1,93 m |       |
| 7                  | Doreen Amata          | Nigeria     | xo     | xo     | xxx    |        |        |        | 1,93 m |       |
| 9                  | Brigetta Barrett      | États-Unis  | o      | xxo    | xxx    |        |        |        | 1,93 m |       |
| 10                 | Emma Green Tregaro    | Suède       | o      | xxx    |        |        |        |        | 1,89 m |       |
| 11                 | Anna Iljuštšenko      | Estonie     | xo     | xxx    |        |        |        |        | 1,89 m |       |
| -                  | Yelena Slesarenko     | Russie      | o      | xo     | o      | xxx    |        |        | DQ     |       |

### Qualifications
Qualification : 1,95 m (Q) ou les 12 meilleurs sauts (q).
| Rang | Groupe | Athlète                 | Nationalité  | 1,75 m | 1,80 m | 1,85 m | 1,89 m | 1,92 m | 1,95 m | Résultat | Notes |
| ---- | ------ | ----------------------- | ------------ | ------ | ------ | ------ | ------ | ------ | ------ | -------- | ----- |
| 1    | B      | Brigetta Barrett        | États-Unis   | o      | o      | o      | o      | o      | o      | 1,95 m   | Q     |
| 1    | A      | Anna Chicherova         | Russie       | -      | -      | o      | o      | o      | o      | 1,95 m   | Q     |
| 1    | B      | Antonietta Di Martino   | Italie       | -      | o      | o      | o      | o      | o      | 1,95 m   | Q     |
| 1    | B      | Blanka Vlašić           | Croatie      | -      | -      | o      | o      | o      | o      | 1,95 m   | Q     |
| 5    | A      | Emma Green Tregaro      | Suède        | -      | -      | o      | o      | o      | xo     | 1,95 m   | Q,SB  |
| 5    | A      | Svetlana Shkolina       | Russie       | -      | -      | o      | o      | o      | xo     | 1,95 m   | Q     |
| 7    | B      | Doreen Amata            | Nigeria      | -      | -      | o      | o      | xxo    | xo     | 1,95 m   | Q,NR  |
| 7    | A      | Deirdre Ryan            | Irlande      | -      | o      | o      | o      | xxo    | xo     | 1,95 m   | Q,NR  |
| 9    | B      | Svetlana Radzivil       | Ouzbékistan  | -      | o      | o      | o      | o      | xxo    | 1,95 m   | Q,SB  |
| 9    | B      | Yelena Slesarenko       | Russie       | -      | o      | o      | o      | o      | xxo    | 1,95 m   | Q     |
| 9    | B      | Zheng Xingjuan          | Chine        | -      | o      | o      | o      | o      | xxo    | 1,95 m   | Q,PB  |
| 12   | A      | Anna Iljuštšenko        | Estonie      | -      | xo     | o      | xo     | xo     | xxo    | 1,95 m   | Q     |
| 13   | A      | Levern Spencer          | Sainte-Lucie | -      | o      | o      | o      | o      | xxx    | 1,92 m   |       |
| 14   | B      | Esthera Petre           | Roumanie     | o      | o      | o      | xo     | o      | xxx    | 1,92 m   |       |
| 15   | A      | Melanie Melfort         | France       | -      | o      | xo     | xo     | o      | xxx    | 1,92 m   |       |
| 16   | A      | Ruth Beitia             | Espagne      | -      | o      | o      | o      | xo     | xxx    | 1,92 m   |       |
| 17   | B      | Ebba Jungmark           | Suède        | -      | o      | o      | xo     | xo     | xxx    | 1,92 m   |       |
| 18   | A      | Vita Styopina           | Ukraine      | o      | o      | o      | o      | xxo    | xxx    | 1,92 m   |       |
| 19   | B      | Marina Aitova           | Kazakhstan   | -      | o      | o      | o      | xxx    |        | 1,89 m   |       |
| 19   | B      | Oksana Okuneva          | Ukraine      | -      | o      | o      | o      | xxx    |        | 1,89 m   |       |
| 21   | A      | Venelina Veneva-Mateeva | Bulgarie     | -      | o      | xo     | o      | xxx    |        | 1,89 m   |       |
| 22   | B      | Wanida Boonwan          | Thaïlande    | o      | o      | o      | xxx    |        |        | 1,85 m   |       |
| 23   | A      | Tonje Angelsen          | Norvège      | o      | xo     | o      | xxx    |        |        | 1,85 m   |       |
| 24   | B      | Danielle Frenkel        | Israël       | o      | xxo    | o      | xxx    |        |        | 1,85 m   |       |
| 25   | A      | Raffaella Lamera        | Italie       | -      | o      | xxo    | xxx    |        |        | 1,85 m   |       |
| 25   | A      | Marielys Rojas          | Venezuela    | o      | o      | xxo    | xxx    |        |        | 1,85 m   | SB    |
| 27   | A      | Inika McPherson         | États-Unis   | o      | o      | xxx    |        |        |        | 1,80 m   |       |
| 28   | B      | Marija Vuković          | Monténégro   | o      | xo     | xxx    |        |        |        | 1,80 m   |       |
| 29   | A      | Han Da-rye              | Corée du Sud | xo     | xxx    |        |        |        |        | 1,75 m   |       |

## Légende
Records et Performances
- AR : Record continental (area record)
- CR : Record des championnats (championship record)
- MR : Record du meeting (meet record)
- NR : Record national (national record)
- OR : Record olympique (olympic record)
- PR : Record paralympique (paralympic record)
- PB : Record personnel (personal best)
- SB : Meilleure performance personnelle de la saison (season's best)
- WL : Meilleure performance mondiale de l'année (world leader)
- WJR : Record du monde junior (world junior record)
- WR : Record du monde (world record)

Circonstances et Conditions
- DNF : N'a pas terminé (did not finish)
- DNS : N'a pas pris le départ (did not start)
- DQ : Disqualification (disqualification)
- NM : Aucun essai valable enregistré (No Mark)
- Q : Qualifié « directement » au prochain tour (ou à la prochaine compétition), lors d'une compétition majeure, grâce au classement ou à la réalisation des minima (automatic qualifier)
- q : Qualifié au prochain tour (ou à la prochaine compétition), lors d'une compétition majeure, grâce au repêchage ou à la réalisation de l'une des meilleures performances parmi celles des « non qualifiés directement » (grâce au meilleur temps ou à la meilleure distance par exemple) (secondary qualifier)